# Wilkesia hobdyi
Wilkesia hobdyi là một loài thực vật có hoa trong họ Cúc. Loài này được H.St.John miêu tả khoa học đầu tiên năm 1971.